# Gabi (città antica)

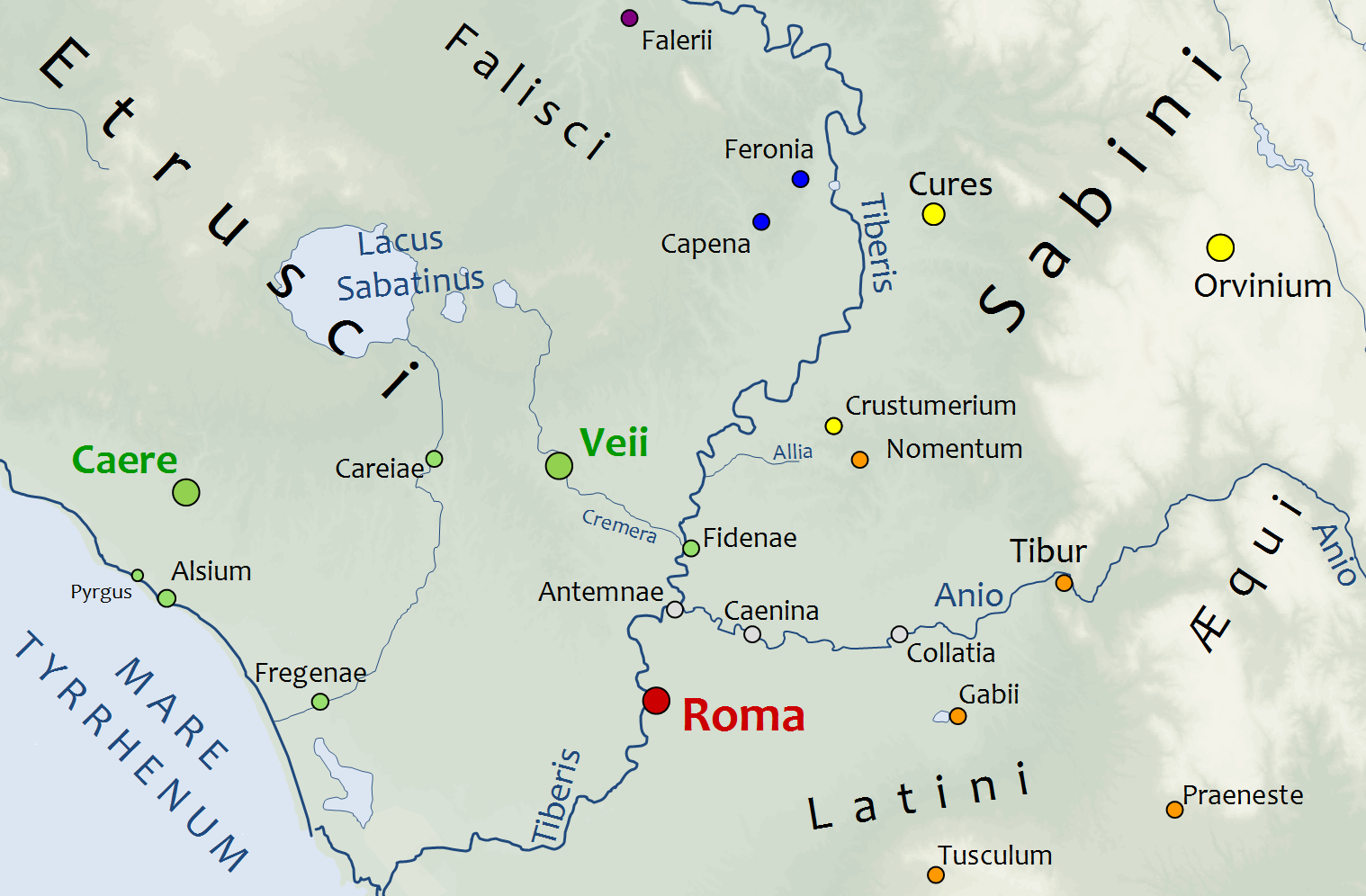
Posizione di Gabi nel Latium vetus.

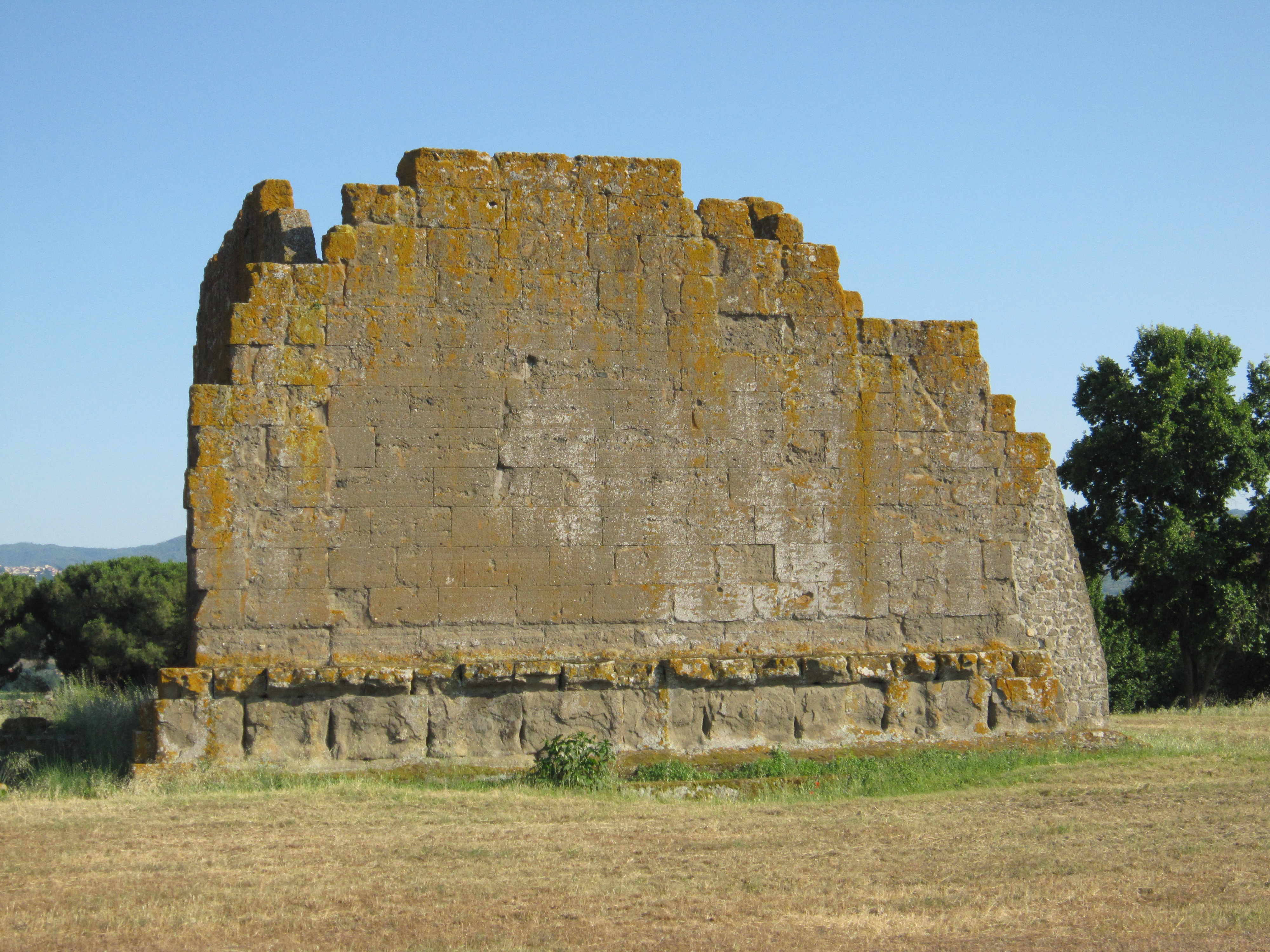
I resti del santuario di Giunone Gabina.

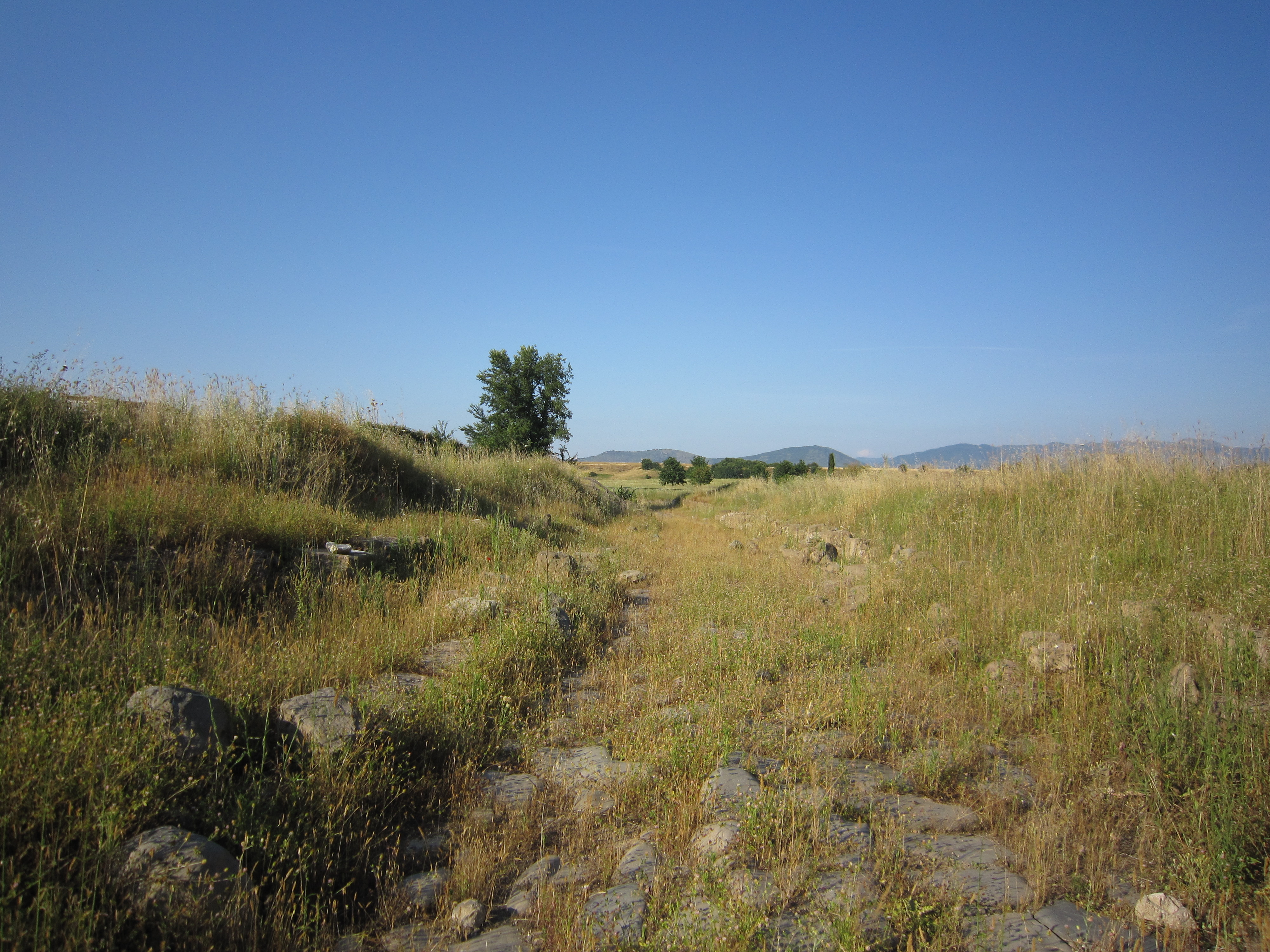
Tratto della Prenestina.

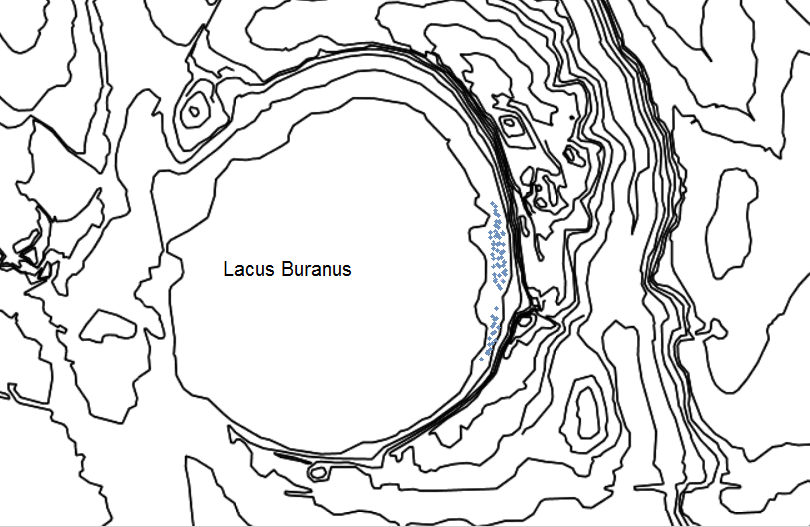
Ritrovamenti riferibili all'età del Bronzo.

Gabi (in latino Gabii) fu una città del Latium vetus, posta al XII miglio della via Prenestina, che collegava Roma a Praeneste, e che secondo Dionigi di Alicarnasso faceva parte della Lega Latina. Oggi è un sito archeologico nella città metropolitana di Roma Capitale. Le sue cave fornivano un'eccellente pietra da costruzione, il lapis gabinus per la vicina Roma.

## Localizzazione
La città di Gabi si trovava nei pressi di un lago vulcanico, ora prosciugato, chiamato lago di Castiglione, e in precedenza noto come lacus Buranus o lacus Sanctae Praxedis, a circa 20 chilometri di distanza da Roma, lungo il percorso della via Prenestina antica, che in precedenza si chiamava via Gabina, a metà strada tra Roma e Preneste.

## Storia

### Origini
Secondo la tradizione romana fu fondata dai Latini di Alba Longa Per una tradizione minore, Gabii (come per altre antiche città laziali) sarebbe stata fondata dai Siculi, e per la precisione da due fratelli, Galatus e Bins, da cui il nome della città.
Sempre secondo la tradizione fu il luogo dove Romolo e Remo sarebbero stati educati e sarebbe stata loro insegnata la scrittura..

### Guerra contro Roma
Lo scontro con Roma nacque quando questa, sconfitta Alba Longa, pretese di assumerne la funzione all'interno della Lega Latina, ma Gabii si rifiutò di riconoscere tale pretesa.
La guerra andava avanti tra alterne vicende senza che nessuno dei due contendenti avesse il sopravvento sull'altro. Così Tarquinio il Superbo e il figlio Sesto Tarquinio architettarono un piano per prendere il nemico con l'inganno: Sesto si sarebbe finto un ribelle di Roma, e avrebbe chiesto asilo ed aiuto a Gabii. Fu così che la città venne conquistata con l'inganno.
Il trattato di pace fra Roma e Gabi, il Foedus Gabinum che concedeva uguali diritti agli abitanti delle due città, per la tradizione romana fu scritto da Tarquinio il Superbo in latino con caratteri greci su una pelle di bue, sacrificato per l'occasione, quindi appesa nel tempio di Sanco sul Quirinale distesa su uno scudo di legno
Quando Tarquinio il Superbo fu cacciato da Roma, Sesto invece di seguire il padre, si rifugiò a Gabi, dove fu ucciso dagli abitanti, memori dell'inganno da lui ordito.

### Età repubblicana
Nel 221 a.C. la città vide le truppe di Annibale in marcia verso Roma, nel tentativo, fallito, di prendere per sorpresa la città.
A Gabi, nel 54 a.C., nacque da una famiglia equestre molto ricca Albio Tibullo, poeta del I secolo a.C., tra i maggiori esponenti dell'elegia erotica. Comunque la città doveva vivere un periodo di decadenza, tant'è che Silla ne colonizzò il territorio, che fu assegnato ai veterani, e Cicerone la descrive come semplice municipio.
Lo storico Dionigi d'Alicarnasso, vissuto tra il 60 a.C. (circa) e il 7 a.C., descrivendo la guerra tra Roma sotto Tarquinio il Superbo e Gabii, la descrive come una città abitata solo in prossimità della via Prenestina, dove si vedono numerose rovine e con ampie zone ormai disabitate.
Nel 41 a.C. avrebbe dovuto ospitare un incontro tra Ottaviano e Lucio Antonio per appianare i contrasti sorti per la distribuzione delle terre ai soldati del fratello di Marco Antonio. L'incontro però non ebbe luogo, per il timore di Lucio, che l'incontro fosse stato architettato per tendergli una trappola.

### Età imperiale
Il poeta Marco Anneo Lucano nei suoi Pharsalia, ambientati all'epoca della guerra civile tra Cesare e Pompeo, ricorda le rovine polverose di Gabii, Veio, Cora e Laurentum.
Nel II secolo Gabi diede i natali a Getulio, martirizzato per la sua fede Cristiana, e per questo fatto poi Santo.
L'esistenza di una diocesi di Gabi, attestata ancora nel tardo IX secolo, che presupponeva un nucleo abitato necessariamente di una certa entità, è indice della prosecuzione della vita nell'antico centro. A partire dall'XI secolo il sito è stato abbandonato e destinato ad uso agricolo.

### Critica storica
Gabi rappresenta il vertice antico di un triangolo con ai lati le cittadine di Tibur (Tivoli), Præneste (Palestrina) e Collatia, che nel periodo antico ebbero notevole sviluppo e grande importanza nelle vicende storiche e politiche del Lazio in forza della posizione strategica sulle arterie di collegamento dei percorsi commerciali tra l'Etruria e la Campania. Le comunità erano legate tra loro da parentele, guidate da capi guerrieri e sacerdoti, vivevano in capanne ed in alcuni periodi dell'anno lavoravano la ceramica. Tra il IX secolo a.C. e VIII secolo a.C. in queste comunità egualitarie ebbero luogo delle trasformazioni sociali, che portarono alla costituzione di un sistema sociale di tipo gentilizio-clientelare con la formazione di centri protourbani, anticipatori di quelli urbani propri del territorio laziale latino.

## Sito
Il sito si trova al km 2 della via Prenestina Nuova. e la visita deve essere concordata con la Soprintendenza.
Sono visibili l'antica via Prenestina, nel tratto che attraversava la città, formando l'asse viario principale e parte dell'abitato. A ovest dell'insediamento, si trova il santuario di Giunone Gabina, mentre a est, entro l'area muraria, è stato individuato il cosiddetto Santuario orientale, attivo tra il VII e II secolo a.C. e probabilmente dedicato au una divinità femminile protettrice delle nascite, e subito fuori dall'abitato, ci sono i resti di una chiesa medievale. Nei pressi del Santuario di Giunone, è stato poi trovato un edificio, identificato grazie alla dedica dei due finanziatori, come un sacello dedicato a Domizia Longina, moglie dell'imperatore Domiziano.
Del foro, oggi interrato, restano le poche descrizioni fatte da Gavin Hamilton, quando riporto alla luce Gabi nel 1791. Una piazza rettangolare, dove per tre lati correva un porticato, mentre l'altro lato corto si apriva direttamente sulla via Prenestina.
Sono noti anche il sito dell'acropoli antica e di lunghi tratti delle mura, in opera quadrata di tufo dell'Aniene. Recentemente è stato riportato alla luce un edificio, di età arcaica, che si crede possa essere stato abitato dai re della città Latina.
Nel XVIII secolo Pierluigi Galletti credette erroneamente di individuare la città, citata nelle fonti, tra i terrazzi fluviali del Tevere e del Farfa, "ove è ora Torri ovvero le Grotte di Torri".

### Età preistorica
Nell'area archeologica di Gabi sono stati ritrovati reperti, tutti concentrati in un'unica zona tra il lago scomparso e il ciglio del cratere, che testimoniano la presenza di un insediamento preistorico riferibile all'età del Bronzo. Si ipotizza che fosse legato alla pratica della transumanza, lungo un percorso che dagli Appennini arrivi alle coste laziali, nei pressi di Lavinium ed Ardea.
Più numerosi i ritrovamenti che attestano la presenza di insediamenti durante l'età del ferro, di cui si hanno tracce anche nella futura acropoli, anche se di qualità e numerosità inferiore alle altre. In generale, gli insediamenti riferibili a questo periodo, si concentrano sulle rive del lago, sul ciglio de cratere, e a fondovalle, in prossimità del fosso di San Giuliano, dove si trovava una fonte minerale d'acqua fredda, e da dove si dipartiva la strada d'accesso al colle.
I reperti di questo periodo trovati lungo il lago e a fondovalle, tutti riferibili alla prima età del ferro, hanno portato all'ipotesi che già in epoca preistorica si sia sviluppato un fenomeno di agglomerazione degli abitanti, in favore della parte più elevata della zona, probabilmente per ragioni difensive.

### Età storica
Della prima età storica arcaica, i ritrovamenti delle diverse campagne di scavo, hanno reso possibile individuare e delimitare con certezza l'estensione (notevole per l'epoca a conferma dell'importanza della città per i Latini) della parte principale dell'insediamento, che copre l'area compresa tra i resti della cinta muraria a est e sud, il fossato a ovest, e il ciglio del cratere a nord. Il notevole sfruttamento del sito, non ha però permesso determinare, se la città arcaica si sviluppasse anche nella zona delle cave, come pure ipotizzato da alcuni studiosi. A questo periodo è stato attribuito il Santuario orientale cui sono associati diversi bronzetti votivi.
La posizione e la quantità di reperti riferibili all'età repubblicana, oltre a confermare l'estensione della città, suggeriscono che in età repubblicana avanzata si sia verificata una concentrazione dell'abitato nella zona più vicina alla via Prenestina, con rarefazione dell'abitato in prossimità delle mura orientali, attestato anche dall'abbandono del Santuario orientale a partire dal II secolo a.C. A questo risale il Santuario di Giunone Gabina.
In età imperiale si assistette ad un'ulteriore concentrazione dell'abitato intorno alla via Prenestina e al Santuario di Giunone, che fa pensare che la città si fosse ridotta ad una sorta di Statio, per il controllo della viabilità. Alcuni reperti, marmi e tessere di mosaico, attestano comunque la notevole qualità di alcuni edifici, che probabilmente avevano funzione pubblica.

### Gli scavi
I primi scavi a Gabi si devono a Gavin Hamilton, uno scultore ed archeologo dilettante, che li iniziò nel 1791 dopo aver ottenuto dal proprietario, il principe Marcantonio Borghese, il permesso a condurre l'esplorazione archeologica.
Gli scavi ebbero un insperato successo dato che, oltre alle tracce del foro cittadino e degli edifici contigui, furono ritrovate numerose statue, molte delle quali però in pessimo stato di conservazione, tanto che se ne poterono restaurare solo 49 delle oltre 200 scavate. Tutte queste furono poi esposte dal principe Borghese, che riacquistò anche quelle dovute all'Hamilton, all'interno della Casina dell'Orologio, che divenne un museo all'interno di Villa Borghese a Roma, con il nome di Casino di Gabi. Il museo fu smantellato nel 1807 e il materiale che vi era esposto, fu venduto a Napoleone, ed ora è esposto al Museo del Louvre di Parigi.

## La necropoli di Osteria dell'Osa
Alla fine degli anni settanta, sul lato nord della via Polense 41.894226°N 12.700334°E, è stato aperto lo scavo della necropoli protostorica dell'Osteria dell'Osa, pubblicato nel 1992. Il sito è legato alla città di Gabi e fu usato per più di tre secoli, dal IX al VI secolo a.C., costituito da circa 600-700 sepolture sia a inumazione che (in minor numero) a incinerazione. I suoi corredi e l'organizzazione delle tombe hanno fornito importanti notizie sull'organizzazione delle popolazioni preromane dell'antico Lazio.
Reperti del sito sono esposti nella nuova sezione Protostoria del Museo nazionale romano alle Terme di Diocleziano. Tra questi, due iscrizione arcaiche tra le più antiche mai ritrovate, una in lingua greca datata all'VIII secolo a.C. (di difficile interpretazione, forse "EUOIN" come grido delle baccanti o "EULIN" nel senso di "ben levigato") e una in lingua latina datata al VII secolo a.C. (probabilmente "SALVETOD TITA", ossia "ti saluto, o Tita").

## Galleria d'immagini

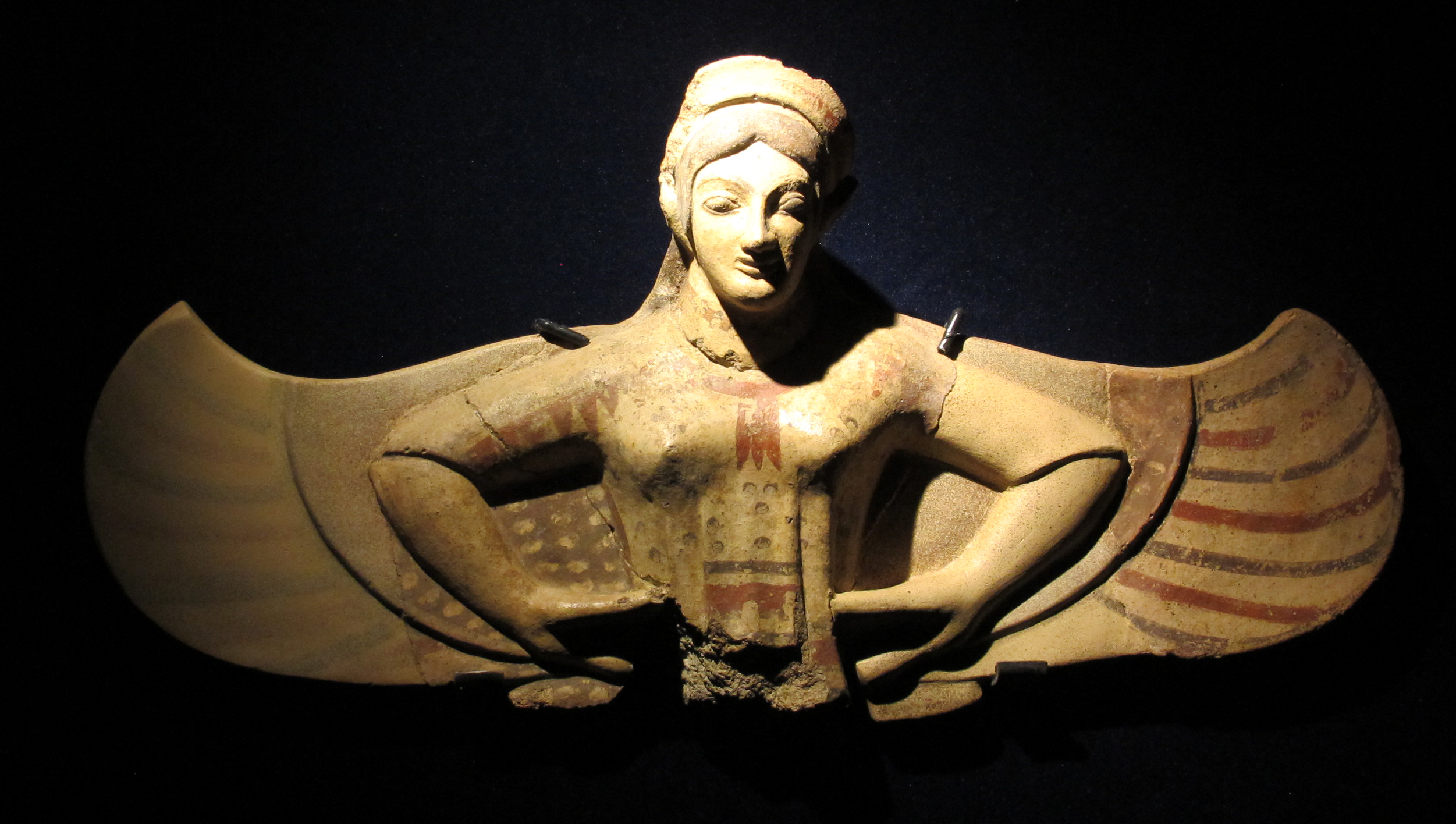
Statua acroteriale di arpia-sirena, inizi del V sec a.C. da Gabi
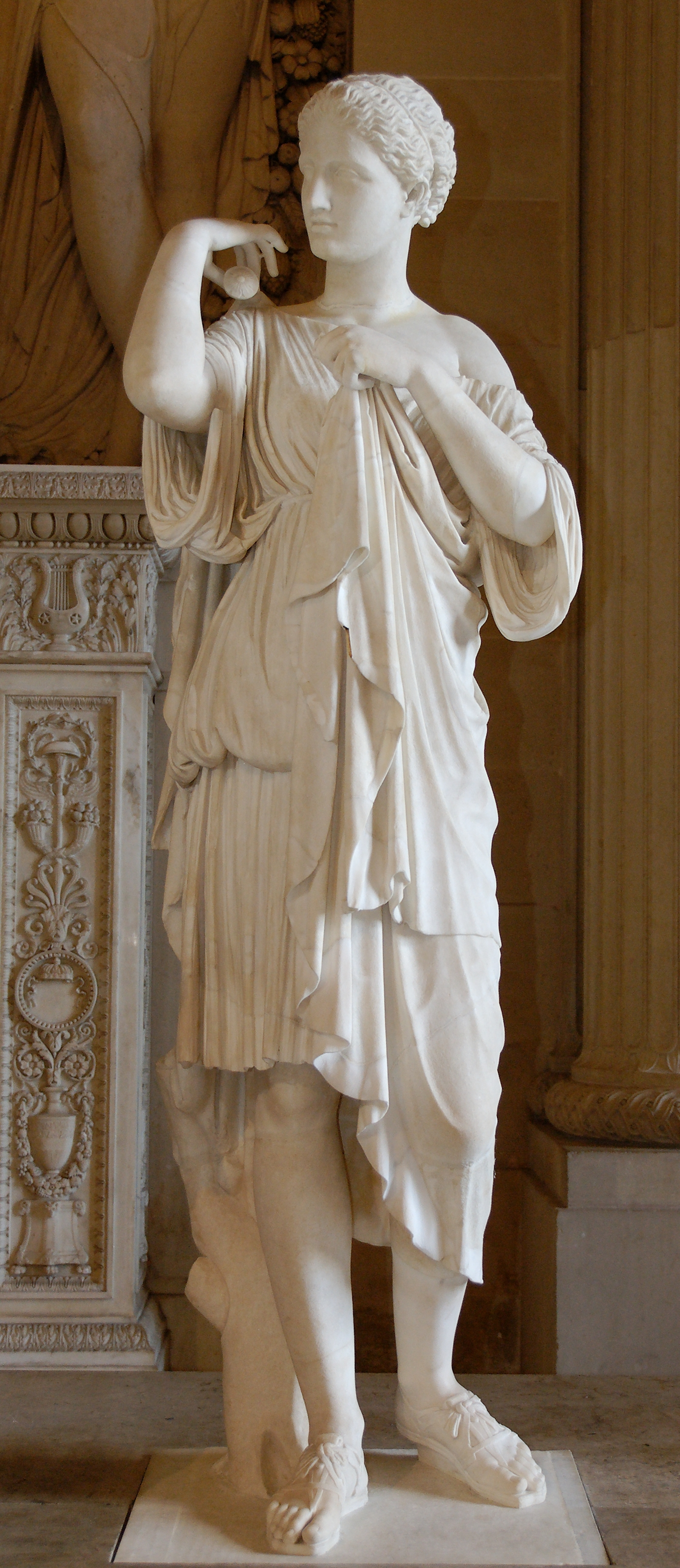
Artemide detta "Diana di Gabi", copia del I sec. d.C. di originale greco, rinvenuta a Gabi da G. Hamilton nel 1792 e ora conservata nel Museo del Louvre
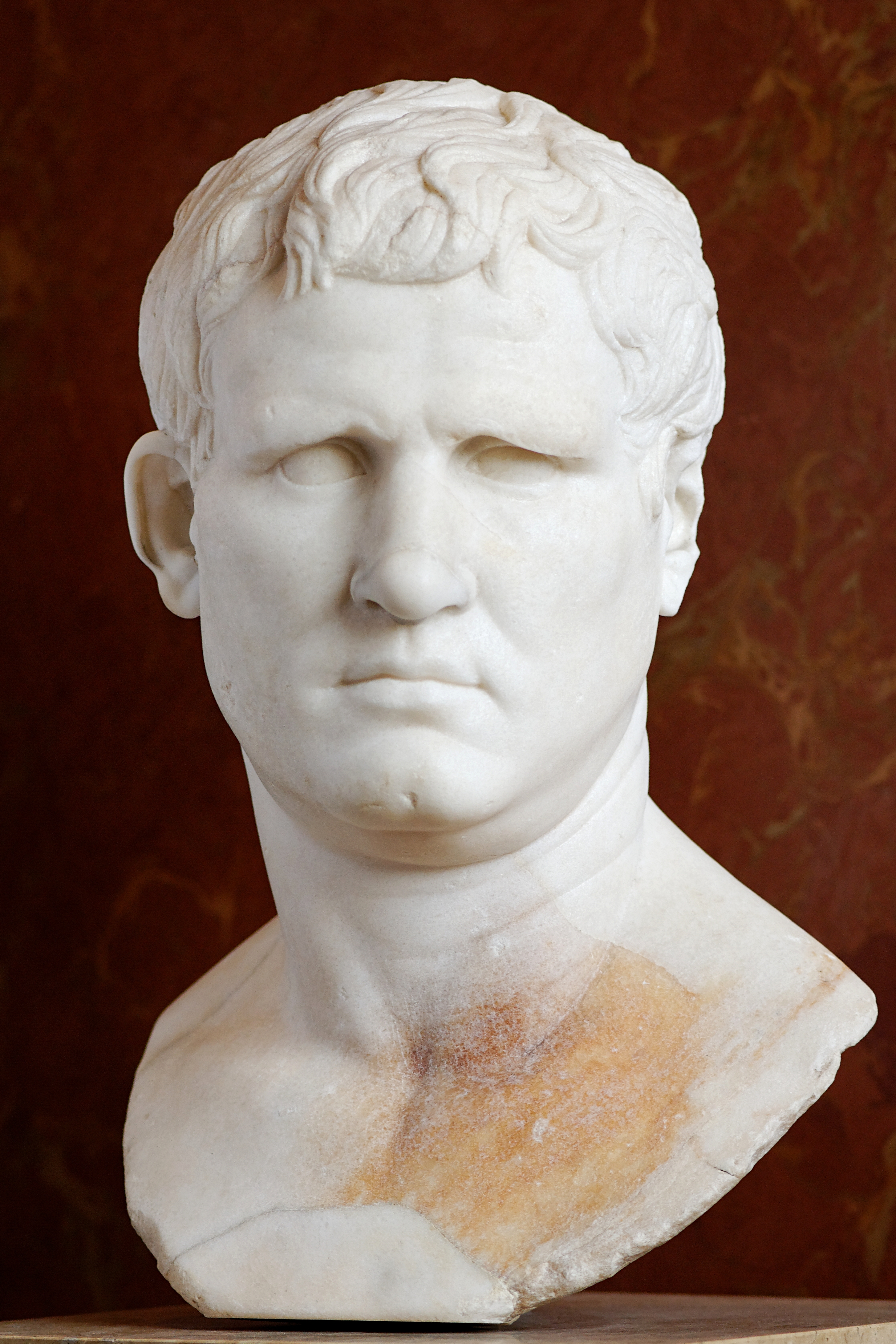
Busto di Marco Vipsanio Agrippa. Marmo pario (?), altezza totale 46 cm. Databile all'età augustea (30-20 a.C.). Oggi conservato nel Museo del Louvre (inv. Ma 1208). Rinvenuto nel 1792 a Gabii, entrò a far parte della collezione Borghese; fu quindi acquistato nel 1808